# Farringdon (metrostation)
Farringdon is een station van National Rail en de metro van Londen aan de Metropolitan Line, Circle Line en Hammersmith & City Line.

## Geschiedenis
Het station werd geopend op 10 januari 1863 als oostelijke eindpunt van de Metropolitan Railway, de eerste metrolijn ter wereld. Deze lijn van 6 km tussen Bishops Road en Farringdon Street werd op 23 december 1865 doorgetrokken naar Moorgate waarbij ook het stationsgebouw werd verplaatst. In januari 1866 kwam de verbinding met het nationale spoorwegnet toen de Snow Hill tunnel geopend werd, korte tijd later gevolgd door de City Widened Lines tussen King's Cross en Moorgate. Deze lijn loopt parallel aan de metrolijn en verzorgde ook goederendiensten. De sporen tussen King's Cross St. Pancras en Farringdon liggen langs de bedding van de Fleet die hier sinds 1734 overkluisd is.
In 1916 werden de reizigersdiensten door de Snow Hill tunnel gestaakt. Op 26 januari 1922 werd een nieuw stationsgebouw, naar een ontwerp van Charles W. Clark, geopend en keeg het station de naam Farringdon & High Holborn die ook op de gevel werd aangebracht. De bouw vond plaats in samenhang met de aanleg van een losplaats ten behoeve van het slachthuis bij Smithfield Market. Smithfield was al in de 19e eeuw aangewezen als vleesmarkt en de losplaats bleef gedurende de jaren 20 van de 20e eeuw in gebruik.
In 1933 werd het OV in Londen genationaliseerd in Londen Transport dat de verschillende metrobedrijven de eenvormige uitgang Line gaf waarmee Farringdon voortaan door de Metropolitan Line werd bediend. Op 21 april 1936 veranderde de naam van het station opnieuw en werd het kortweg Farringdon.
In 1948 zette British Rail de voorstadsdiensten door de Snow Hill tunnel en de zijtak naar Moorgate voort die tot dan door de particuliere spoorbedrijven werden gereden. Hoewel de metro sinds 1905 elektrisch rijdt bleef de stoomtractie op de voorstadslijnen tot 1971.
In 1949 werd de Circle Line geformaliseerd met een eigen lijnkleur, geel, op de kaart en sindsdien doet deze ook Farringdon aan.

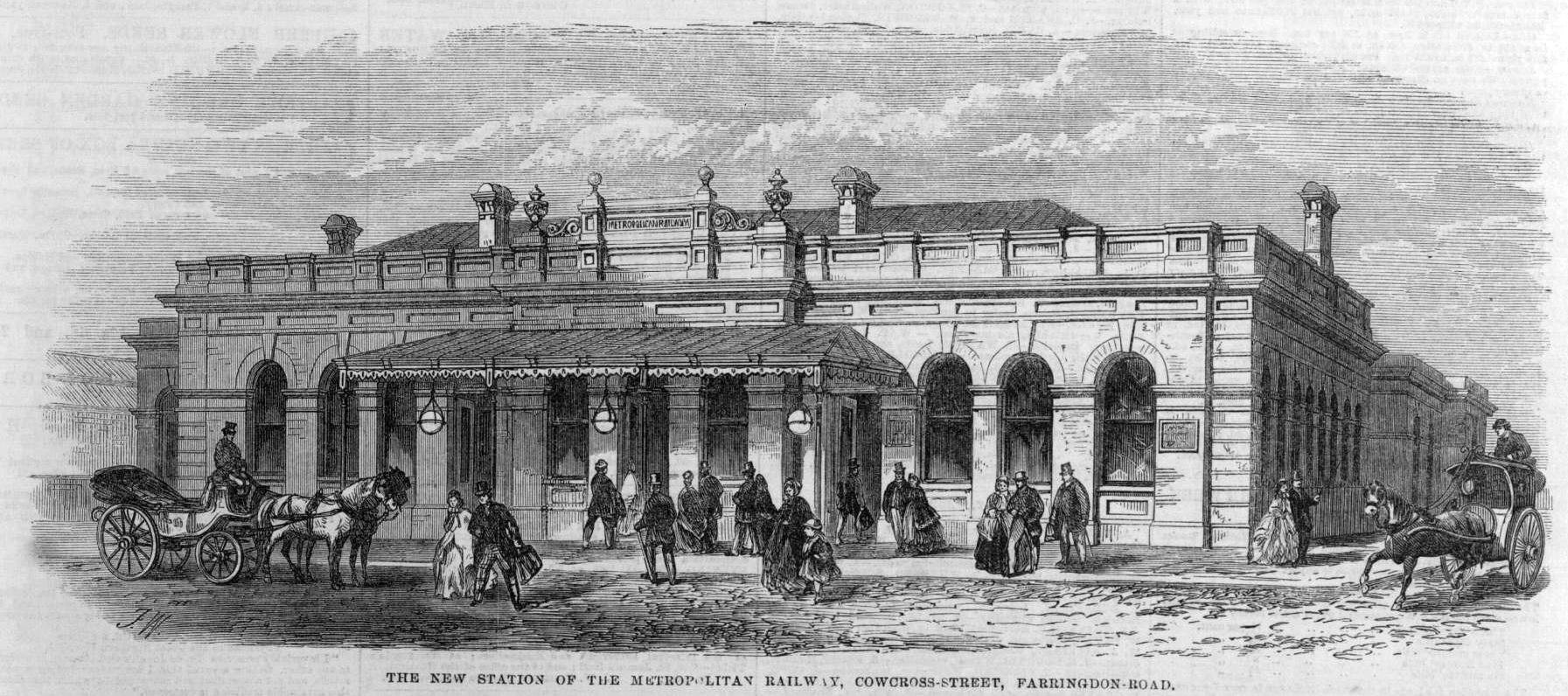
Station Farringdon in 1866.
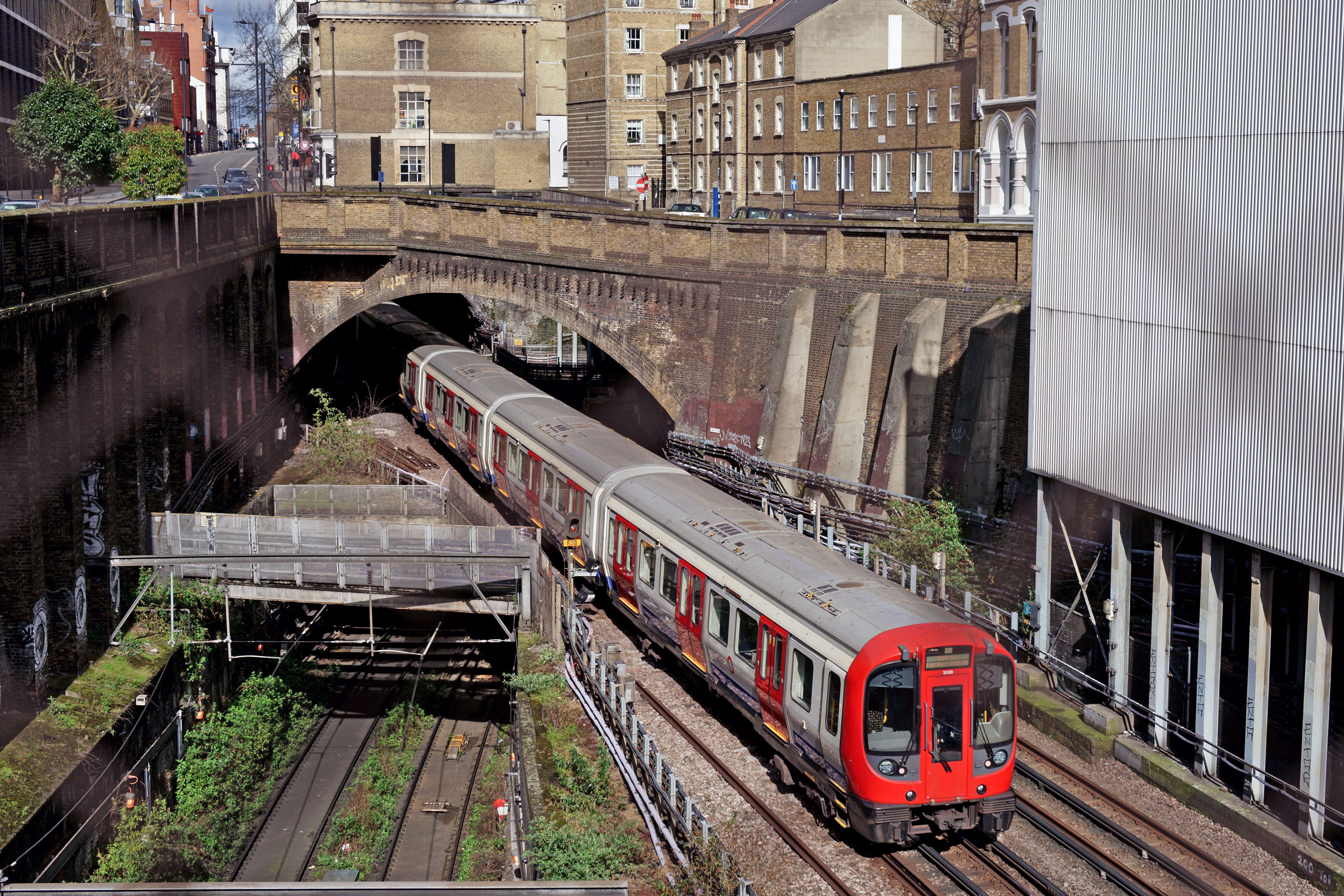
De metro boven de Widened Lines aan de noordkant van het station.
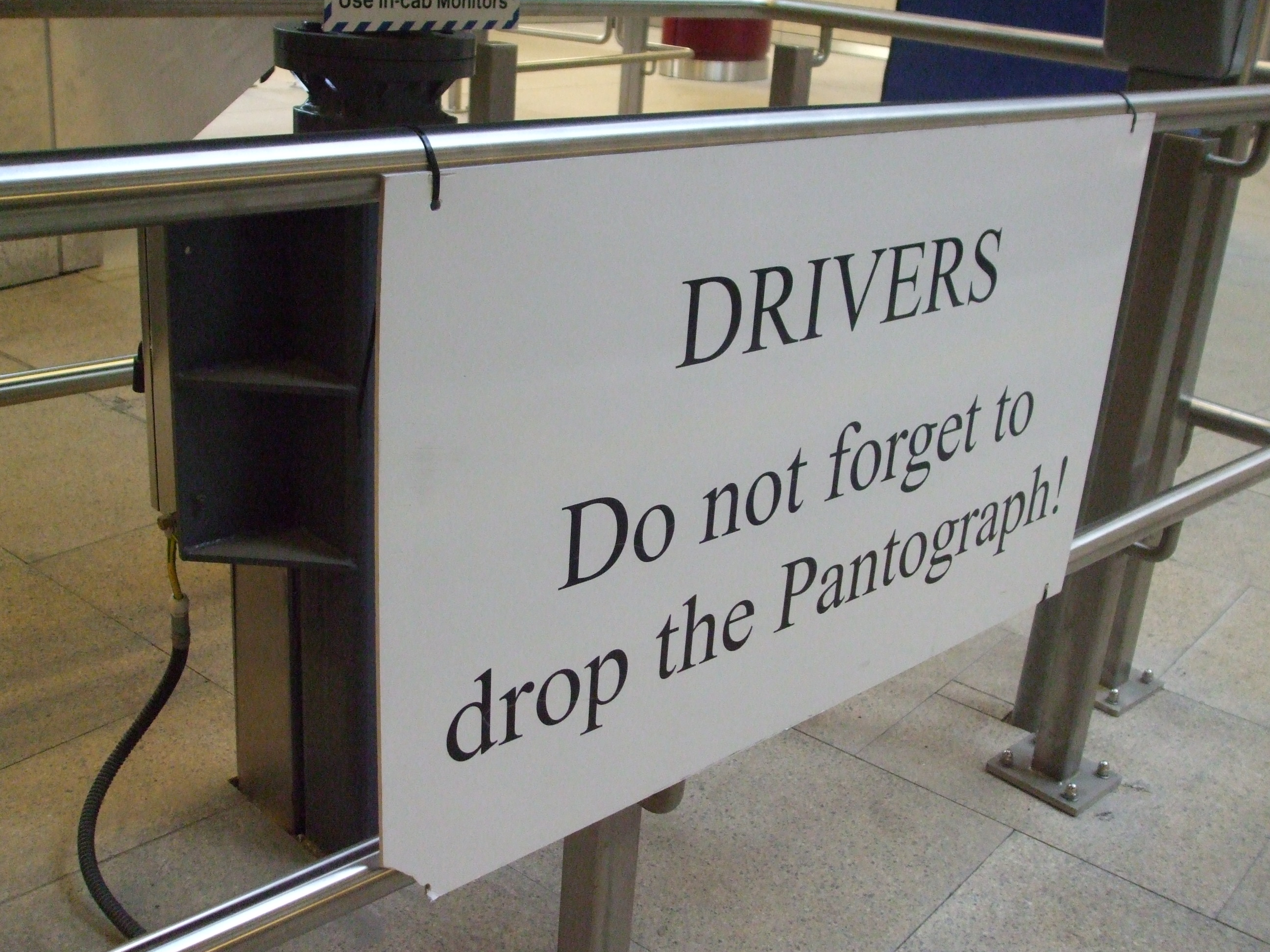
Herinnering voor treinbestuurders.

In 1982 kwam de spoorlijn tussen Moorgate en het noorden onder de draad en in 1988 werd Thameslink geopend met de hervatting van het reizigersverkeer door de Snow Hill tunnel. In 2003 werd het reizigersverkeer van Thameslink van/naar Moorgate beperkt tot de spitsuren en in 2009 werd de zijtak gesloten zodat tussen Farringdon en Moorgate alleen de metro overbleef. Op 21 maart 2009 ging Blackfriars dicht voor verbouwing. Treinen van/naar het zuidoosten die eerder bij Blackfriars eindigden, werden via Farringdon doorgetrokken naar Kentish Town , St. Albans , Luton of Bedford. Hiervoor werd gebruik gemaakt van de spoorcapaciteit die voordien door de diensten van/en naar Moorgate werd bezet. De treinen van Thameslink schakelen sinds mei 1988 tijdens de stop in Farringdon om tussen de 25 kV~ bovenleiding en 750 V= derde rail die wordt gebruikt in het zuiden. Tot de start van Thameslink werden treinen in zuidelijke richting die niet naar gelijkstroom konden overschakelen, bij Farringdon afgerangeerd en bij Moorgate gestald om te voorkomen dat ze de dienst op de noord-zuid route zouden verstoren.Omdat dit sinds 2009 niet langer mogelijk is, is de bovenleiding verlengd tot City Thameslink, zodat treinen zonder sleepcontact in City Thameslink kunnen keren via een overloopwissel in de Snow Hill tunnel.
In 2009 begon ook de bouw van de oost-westlijn van Crossrail, de Elizabeth Line, die eveneens perrons heeft bij Farringdon. Farringdon is daarmee een overstappunt tussen de noord-zuid lopende Thameslink en de oost-west lopende Elizabeth Line. In het kader hiervan is tegenover het stationsgebouw uit 1922 een nieuw gebouw opgetrokken dat in 2012 werd geopend. De proefritten op de Elizabeth Line begonnen in de laatste week van november 2021 en zullen ongeveer een half jaar duren waarna de lijn voor reizigers wordt geopend. De capaciteit wordt nog verder verhoogd door de invoering van de SelTrac beveiliging op de metro zodat vanaf 2023 32 metro's per uur kunnen rijden.

## Ligging en inrichting
Het stationsgebouw is een ongewoon goed bewaard gebleven voorbeeld van vroege 20e-eeuwse London Underground-architectuur. Het heeft alle kenmerken van een hoofdlijnstation van de Metropolitan Railway, zoals een bord voor pakketafhandeling op de buitenmuur en een aantal originele wegwijzers, met de naam uit 1922-1936 op de gevel. Het gebouw werd op 17 mei 1994 op de monumentenlijst gesplaatst. In 2011 werd het station uit 1922 gerenoveerd met name om het geschikt te maken voor rolstoelgebruikers. Hierbij werden ook de perrons van Thameslink onder het tweede statoionsgebouw door verlengd tot aan de Snow Hill tunnel zodat de langere treinen, tot 12 bakken, het station kunnen bedienen. In de uitgraving liggen twee zijperrons, een voor Thameslink naar het noorden en een voor de metro naar het oosten. De tegenovergestelde richtingen maken gebruik van een gezamenlijk eilandperron tussen Thameslink en metro.
Het tweede stationsgebouw biedt toegang tot zowel de perrons langs Thameslink als die van de Elizabeth Line en biedt extra capaciteit om de overstappers te kunnen afhandelen. De perrons van de Elizabeth Line liggen tussen Farringdon en Barbican in een ruim opgezet dubbelgewelfdstation haaks op de sporen van Thameslink. Aan de westkant (Farringdon) zijn de perrons met roltrappen en liften verbonden met het tweede stationsgebouw. Aan de oostkant (Barbican) is er een eigen stationshal aan Long Street vlak ten oosten van Smithfield Market. Deze hal is met een schuine lift en een naastliggende roltrapgroep verbonden met de perrons. Deze hal zal ook worden verbonden met de perrons van Barbican. Ondergronds is het geheel afgewerkt met crèmekleurige glasvezelbetonplaten. De sporen zijn van het perron gescheiden met een perronscherm met perrondeuren. Net als Thameslink maakt de Elizabeth Line gebruik van bovenleiding.

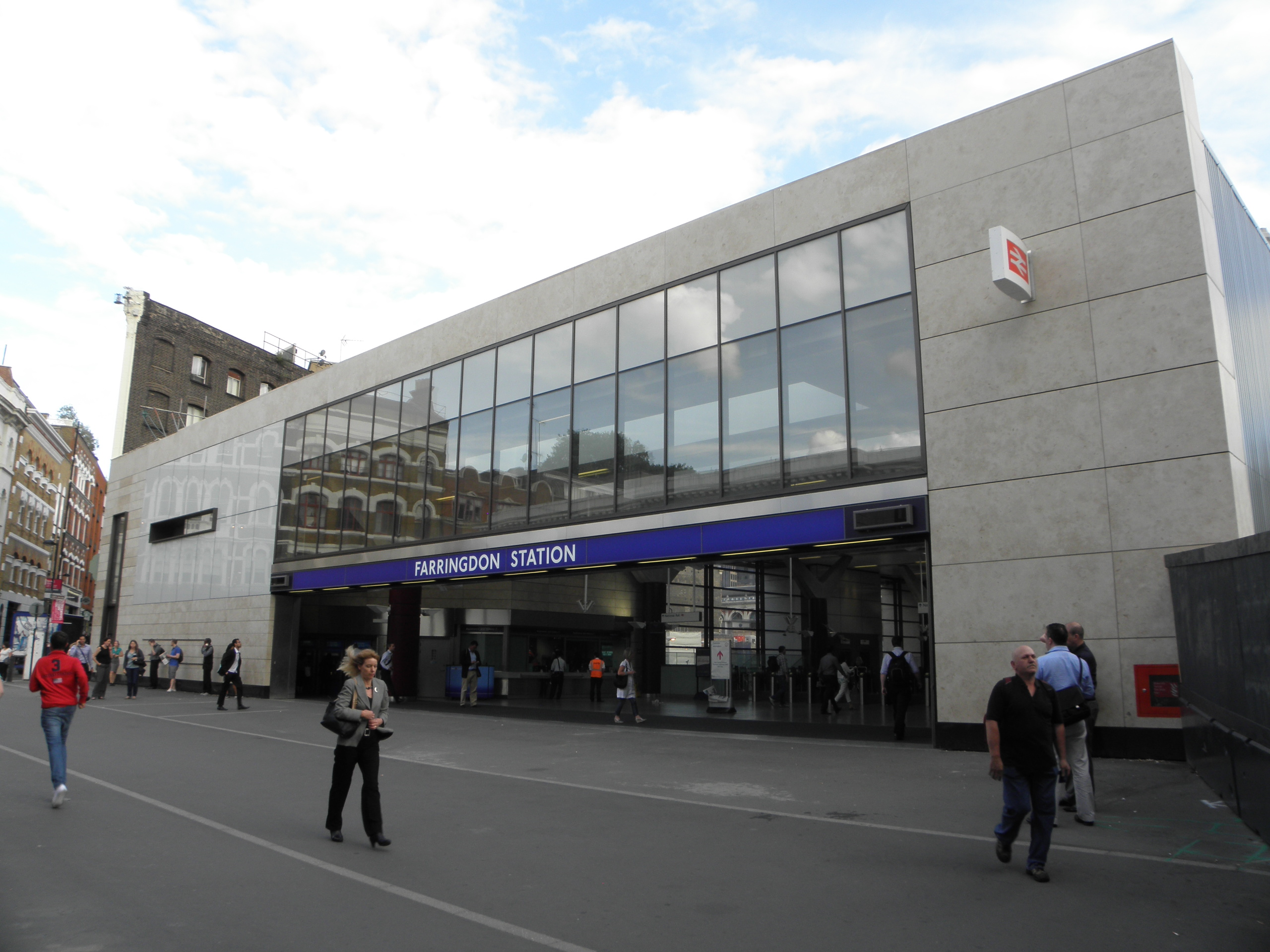
De extra stationshal uit 2012.
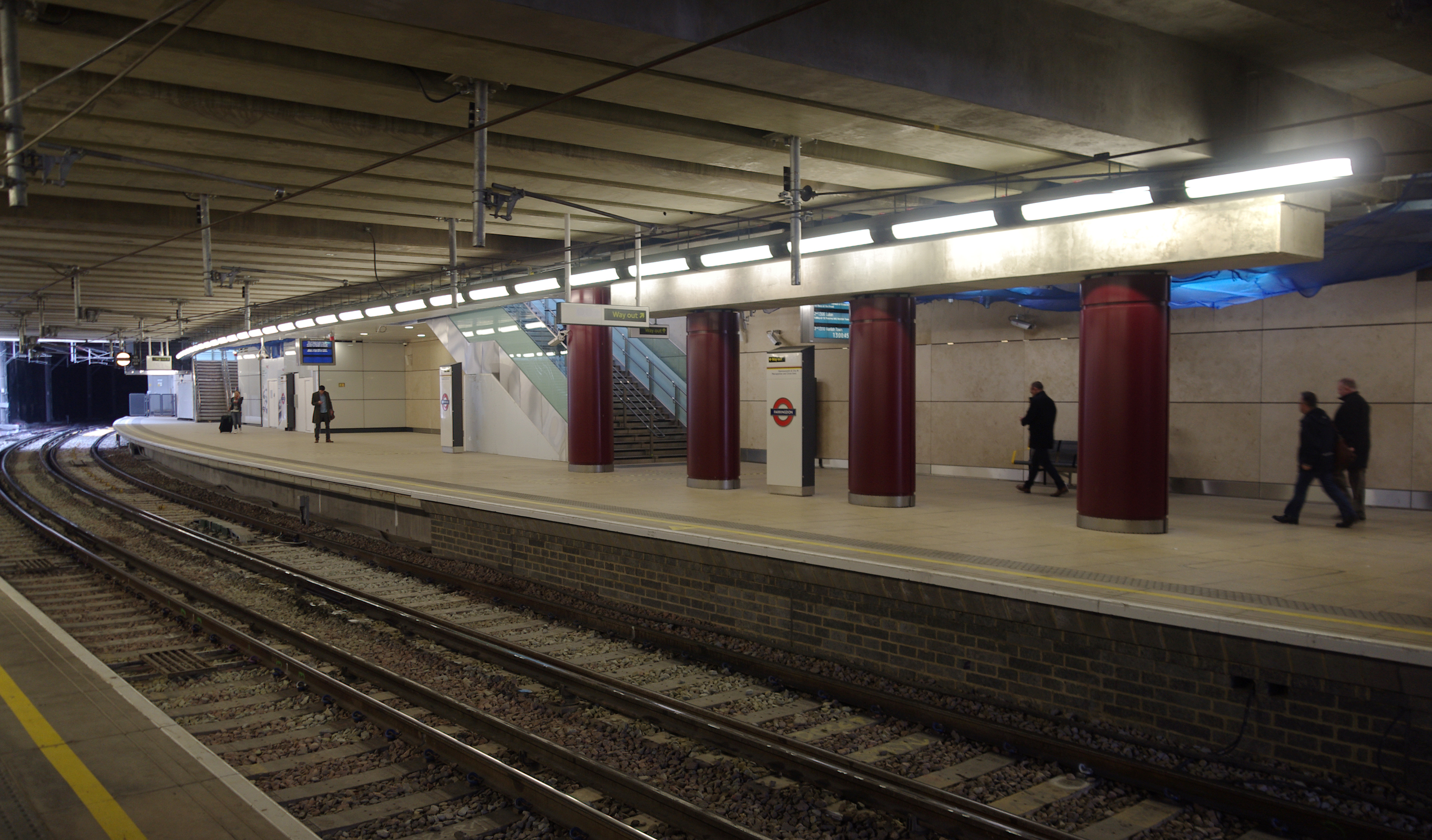
De verlengde perrons onder de extra stationshal, op de achtergrond de Snow Hill tunnel.
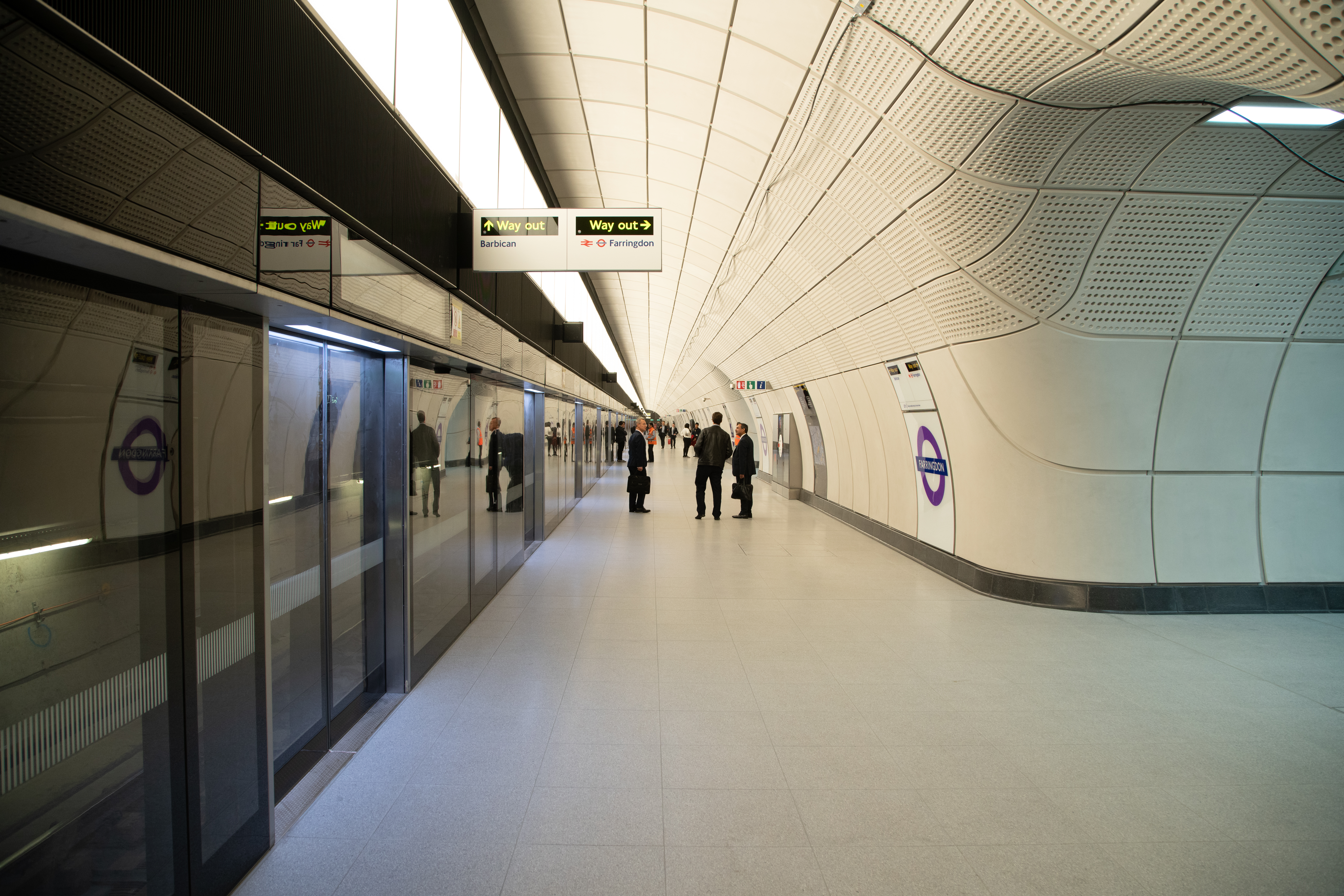
Een perron van de Elizabeth Line.

## Ongevallen en incidenten
- 5 januari 1867 raakten 16 mensen gewond bij station Farringdon Street bij een kop-staartbotsing veroorzaakt door een fout van een seingever.
- 5 januari 1892 leidde een defecte wielkast tot de ontsporing van een deel van een trein kort nadat deze Farringdon Street had verlaten, met vijf gewonde reizigers tot gevolg.
- 26 november 1907 werd een trein die klaar stond voor vertrek van achteren aangereden door een tweede trein die het station binnenkwam.
- 1 mei 1939 raakten 31 mensen gewond toen een metrostel van de Circle Line betrokken was bij een kleine aanrijding met een locomotief. Zeventien passagiers meldden dat ze klappen en verwondingen hadden opgelopen, terwijl nog eens negen klaagden dat ze lichte verwondingen hadden. Daarnaast raakten vijf personeelsleden gewond.
- 22 mei 1954 kwamen drie mensen in een vrachtwagen om het leven toen deze van een brug op het spoor in de buurt van Farringdon viel waarna deze werd aangereden door een goederentrein die kort daarvoor uit Farringdon was vertrokken.

## Reizigersdienst

### Circle Line
De normale dienst omvat:
- 6 metro's per uur met de klok mee via Liverpool Street en Tower Hill
- 6 metro's per uur naar Hammersmith via King's Cross St Pancras en Paddington

### Hammersmith & City Line
De normale dienst omvat:
- 6 metro's per uur naar het oosten richting Barking
- 6 metro's per uur naar het westen richting Hammersmith via Paddington

### Metropolitan Line
De Metropolitan-lijn is de enige lijn die sneldiensten aanbiedt tijdens de spitsuren (Westwaarts 06:30-09:30 / Oostwaarts 16:00-19:00 uur). Sneldiensten rijden non-stop tussen Wembley Park , Harrow-on-the-Hill en Moor Park. De semi-sneldiensten rijden non-stop tussen Wembley Park en Harrow-on-the-Hill.
De normale dienst omvat: 
- 12 metro's per uur naar het oosten richting Aldgate
- 2 metro's per uur westwaarts naar Amersham (alle stations)
- 2 metro's per uur westwaarts naar Chesham (alle stations)
- 8 metro's per uur westwaarts naar Uxbridge (alle stations)

Daluurdiensten van/naar Watford eindigen in Baker Street.
De spitsdienst omvat:
- 14 metro's in oostelijke richting naar Aldgate
- 2 metro's westwaarts naar Amersham (alleen snel in de avondspits)
- 2 metro's westwaarts naar Chesham (alleen snel in de avondspits)
- 4 metro's westwaarts naar Watford (alleen halfsnel in de avondspits)
- 6 metro's westwaarts naar Uxbridge (alle stations)

### Thameslink
Alle National Rail-diensten in Farringdon worden bediend door Thameslink-treinen tussen St Pancras International en City Thameslink die een deel van de City Widened Lines en Snow Hill Tunnel berijden.
Sinds mei 2018 rijdt Thameslink in de daluren volgens het volgende patroon:
- Naar het zuiden:
  - 4 treinen per uur naar Brighton via Gatwick Airport (Thameslink)
  - 2 treinen per uur naar Horsham via Gatwick Airport (Thameslink)
  - 2 treinen per uur naar Gatwick Airport via Redhill (Thameslink)
  - 2 treinen per uur naar Rainham via Greenwich, Charlton, Abbey Wood, Dartford, Gravesend en Gillingham (Thameslink)
  - 2 treinen per uur naar Orpington
  - 4 treinen per uur naar Sutton, 2 via Wimbledon en 2 via Mitcham Junction
- Naar het noorden:
  - 4 treinen per uur naar Bedford via St Pancras International, St Albans City , Luton Airport en Luton Town. (beheerd door Thameslink)
  - 2 treinen per uur naar Luton Town via St Pancras International, St Albans City en Luton Airport
  - 4 treinen per uur naar St Albans City via St Pancras International
  - 2 treinen per uur naar Kentish Town via St Pancras International
  - 2 treinen per uur naar Cambridge via St Pancras International, Stevenage en Hitchin (Thameslink)
  - 2 treinen per uur naar Peterborough via St Pancras International, Stevenage en Hitchin (Thameslink)

Na middernacht rijdt er op alle dagen een halfuurdienst tussen Bedford en Three Bridges.

### Elizabeth Line
De Elizabeth Line is formeel onderdeel van het nationale spoorwegnetwerk maar wordt gereden door Transport for London die ook de ondergrondse stations beheerd. De ontwerpdienstregeling gaat uit van 24 treinen per uur. De reizigersdienst op de Elizabeth Line ging op 24 mei 2022 echter van start met 12 ritten per uur tussen Paddington en Abbey Wood. Reizigers voor de oosttak en de westtak moeten in respectievelijk Liverpool Street en Paddington overstappen tussen de bovengrondse en de ondergrondse perrons van de lijn.
Hammersmith · 
Goldhawk Road · 
Shepherd's Bush Market · 
Wood Lane · 
Latimer Road · 
Ladbroke Grove · 
Westbourne Park · 
Royal Oak · 
Paddington · 
Edgware Road · 
Baker Street · 
Great Portland Street · 
Euston Square · 
King's Cross St. Pancras · 
Farringdon · 
Barbican · 
Moorgate · 
Liverpool Street · 
Aldgate · 
Tower Hill · 
Monument · 
Cannon Street · 
Mansion House · 
Blackfriars · 
Temple · 
Embankment · 
Westminster · 
St. James's Park · 
Victoria · 
Sloane Square · 
South Kensington · 
Gloucester Road · 
High Street Kensington · 
Notting Hill Gate · 
Bayswater · 
Paddington · 
Edgware Road
Hammersmith · 
Goldhawk Road · 
Shepherd's Bush Market ·
Wood Lane · 
Latimer Road · 
Ladbroke Grove · 
Westbourne Park · 
Royal Oak · 
Paddington · 
Edgware Road · 
Baker Street · 
Great Portland Street · 
Euston Square · 
King's Cross St. Pancras · 
Farringdon · 
Barbican · 
Moorgate · 
Liverpool Street · 
Aldgate East · 
Whitechapel · 
Stepney Green · 
Mile End · 
Bow Road · 
Bromley-by-Bow · 
West Ham · 
Plaistow · 
Upton Park · 
East Ham · 
Barking